# Osage Reaffirmation Act
Der Osage Reaffirmation Act ist ein Gesetz, das am 3. Dezember 2004 vom Kongress der Vereinigten Staaten beschlossen und von Präsident George W. Bush unterschrieben wurde. Das Gesetz trägt auch die Bezeichnung Public Law 108–431. Es stellt dem Indianerstamm der Osage in Oklahoma frei, seine Stammesmitgliedschaft selber zu definieren. Die Stammesmitgliedschaft wurde ursprünglich durch den Osage Allotment Act aus dem Jahre 1906 definiert. Stammesmitglied konnte nur werden, wer Besitzer eines Headright war. Das Gesetz ermöglichte es, eine neue Verfassung für den Stamm auszuarbeiten, um eine Stammesmitgliedschaft unabhängig vom Besitz eines Headright zu ermöglichen.

## Entwicklung
Am 28. Juni 1906 beschloss der Kongress der Vereinigten Staaten das Gesetz 34 Stat. 539, auch Osage Allotment Act. Das Gesetz beschäftigt sich mit der Zuweisung von Land an Mitglieder des Indianerstammes der Osage im Bundesstaat Oklahoma. Grundlage des Gesetzes waren der Dawes Act und der Curtis Act. Jedes Stammesmitglied bekam in einer ersten Runde 160 Acres Reservatsgebiet zugewiesen. Die Mitglieder konnten sich ihre Grundstücke großteils selber aussuchen. In einer zweiten und dritten Runde wurden nochmals jeweils 160 Acres an die Mitglieder verteilt, in einer vierten Runde der Rest. Im Schnitt erhielt jedes Stammesmitglied 657 Acres. Diese Grundstücksrechte wurden Headright genannt und konnten vererbt oder auch an Dritte weitergegeben werden. Auch definierte sich die Stammesmitgliedschaft durch dieses Headright.
Im Gegensatz zu vielen anderen Gesetzen, welche die Verteilung von Indianerland an Stammesmitgliedern als Gegenstand hatten, verblieben die Rechte über die Bodenschätze beim Stamm. Dafür wurde die Osage Mineral Estate gegründet, welche sich über das gesamte Osage County erstreckte. Verwaltet wurde das Osage Mineral Estate durch das Osage Minerals Council, einen Stammesrat, der unabhängig vom eigentlichen Stammesrat, dem Tribal Council, auftrat. Mit der Zeit führte diese Definition zu großen Problemen. In den 1920er Jahren wurden Headrights an Nicht-Stammesmitglieder weitergegeben. Dies geschah oft durch korrupte Rechtsanwälte, da ein Osage-Indianer als nicht geschäftsfähig galt und einen Vormund benötigte. Auch wurden viele Besitzer eines Headright von Verbrecherbanden ermordet. Das geschah deshalb, weil sich auf dem Gebiet der ehemaligen Osage Reservation riesige Mengen Erdöl befanden. Die Nachkommen der ursprünglichen Stammesmitglieder verfügten deshalb oftmals über keine Headrights und waren dadurch nicht Mitglied des Stammes. Auch gingen sie bei der Verteilung der Erlöse aus Schürfrechten leer aus.
1990 verklagte William S. Fletcher zusammen mit drei weiteren Osage den Stamm. Er forderte „ein Mann – eine Stimme“. In der Verfassung des Stammes von 1994 wurde dieser Status noch einmal zementiert. Nur Besitzer von „headrights“ durften an den Wahlen teilnehmen. 13.000 waren nicht wahlberechtigt, zirka 4000 waren es. Aber auch einige Nicht-Stammesmitglieder waren wahlberechtigt, wenn z. B. ein Besitzer eines „headrights“ dieses an eine Kirche vererbt hatte. Und viele waren nur mit weniger als einer Stimme wahlberechtigt. Doch Fletcher zog vor ein Bundesgericht mit der Begründung, dass der Osage Allotment Act und die Verfassung des Stammes nicht mit der Verfassung der Vereinigten Staaten vereinbar sei. Fletcher bekam Recht: Am 10. Juni 1997 entschied der United States Court of Appeals for the Tenth Circuit im Fall Fletcher v. United States, dass das Gesetz und die dadurch abgeleitete Verfassung des Stammes gegen die Verfassung der Vereinigten Staaten verstießen. Doch dies führte zu großen Irritationen. Da die Verfassung von 1994 als nicht rechtmäßig erklärt wurde, galt wieder die Liste des Osage Allotment Act von 1906. Danach wären nur noch 26 Osage stimmberechtigt gewesen. Der jüngste Wähler wäre 90 Jahre alt gewesen. Am 11. März 2006 wurde eine neue Verfassung verabschiedet, wobei die Stimmberechtigung nicht mehr allein auf dem Osage Allotment Act baut.
Um eine neue Verfassung für die Osage Nation zu ermöglichen, musste der ursprüngliche Osage Allotment Act geändert werden. Dies tat das Gesetz Public Law 108–431. Es bestimmte, dass der Stamm die Stammeszugehörigkeit unabhängig von einem Besitz eines „Headright“ definieren konnte. Das Gesetz verfügte aber auch, dass sich an den Stimmberechtigungen am Osage Minerals Council nichts ändern durfte. Auch heute noch befinden sich 25 % der Anteile am Osage Mineral Asset nicht im Besitz von Stammesmitgliedern, während 13.000 Stammesmitglieder über keine Rechte an den Ausschüttungen der Gesellschaft verfügen.